# Pseudosinella cavernarum
Pseudosinella cavernarum är en urinsektsart som beskrevs av R. Moniez 1893. Pseudosinella cavernarum ingår i släktet Pseudosinella och familjen brokhoppstjärtar. Inga underarter finns listade i Catalogue of Life.